# Tymoteusz I (patriarcha Konstantynopola)
Tymoteusz I, gr. Τιμόθεος Α΄ (zm. 5 kwietnia 518) – patriarcha Konstantynopola w latach 511–518.  

## Życiorys
Sprawował urząd patriarchy od października 511 do śmierci. Został mianowany przez cesarza Anastazjusza I. Jego patriarchat przebiegał na kanwie sporów z monofizytami.